# Stazione di Argenta
Stazione di Argenta vasútállomás Olaszországban, Argenta településen.

## Vasútvonalak
Az állomást az alábbi vasútvonalak érintik:
- Ferrara–Rimini-vasútvonal

## Kapcsolódó állomások
A vasútállomáshoz az alábbi állomások vannak a legközelebb:
- Stazione di San Biagio (Stazione di Rimini, Ferrara–Rimini-vasútvonal)
- Stazione di Portomaggiore (Stazione di Ferrara, Ferrara–Rimini-vasútvonal)